# Diholcos scobinatulus
Diholcos scobinatulus là một loài thực vật có hoa trong họ Đậu. Loài này được (E. Sheld.) Rydb. mô tả khoa học đầu tiên năm 1913.